# 奥古斯特·沙卢瓦
| 小行星267 | 1887年5月27日  |
| 小行星272 | 1888年2月4日   |
| 小行星277 | 1888年5月3日   |
| 小行星282 | 1889年1月28日  |
| 小行星283 | 1889年2月8日   |
| 小行星284 | 1889年5月29日  |
| 小行星285 | 1889年8月3日   |
| 小行星289 | 1890年3月10日  |
| 小行星293 | 1890年5月20日  |
| 小行星294 | 1890年7月15日  |
| 小行星296 | 1890年8月19日  |
| 小行星297 | 1890年9月9日   |
| 小行星298 | 1890年9月9日   |
| 小行星300 | 1890年10月3日  |
| 小行星302 | 1890年11月14日 |
| 小行星305 | 1891年2月16日  |
| 小行星307 | 1891年3月5日   |
| 小行星310 | 1891年5月16日  |
| 小行星311 | 1891年6月11日  |
| 小行星312 | 1891年8月28日  |
| 小行星314 | 1891年9月1日   |
| 小行星316 | 1891年9月8日   |
| 小行星317 | 1891年9月11日  |
| 小行星318 | 1891年9月24日  |
| 小行星319 | 1891年10月8日  |
| 小行星327 | 1892年3月22日  |
| 小行星331 | 1892年4月1日   |
| 小行星336 | 1892年9月19日  |
| 小行星337 | 1892年9月22日  |
| 小行星338 | 1892年9月25日  |
| 小行星344 | 1892年11月15日 |
| 小行星345 | 1892年11月23日 |
| 小行星346 | 1892年11月25日 |
| 小行星347 | 1892年11月28日 |
| 小行星348 | 1892年11月28日 |
| 小行星349 | 1892年12月9日  |
| 小行星350 | 1892年12月14日 |
| 小行星354 | 1893年1月17日  |
| 小行星355 | 1893年1月20日  |
| 小行星356 | 1893年1月21日  |
| 小行星357 | 1893年2月11日  |
| 小行星358 | 1893年3月8日   |
| 小行星359 | 1893年3月10日  |
| 小行星360 | 1893年3月11日  |
| 小行星361 | 1893年3月11日  |
| 小行星362 | 1893年3月12日  |
| 小行星363 | 1893年3月17日  |
| 小行星364 | 1893年3月19日  |
| 小行星365 | 1893年3月21日  |
| 小行星366 | 1893年3月21日  |
| 小行星367 | 1893年5月19日  |
| 小行星368 | 1893年5月19日  |
| 小行星370 | 1893年7月14日  |
| 小行星371 | 1893年7月16日  |
| 小行星372 | 1893年8月19日  |
| 小行星373 | 1893年9月15日  |
| 小行星374 | 1893年9月18日  |
| 小行星375 | 1893年9月18日  |
| 小行星376 | 1893年9月18日  |
| 小行星377 | 1893年9月20日  |
| 小行星378 | 1893年12月6日  |
| 小行星379 | 1894年1月8日   |
| 小行星380 | 1894年1月8日   |
| 小行星381 | 1894年1月10日  |
| 小行星382 | 1894年1月29日  |
| 小行星383 | 1894年1月29日  |
| 小行星388 | 1894年3月7日   |
| 小行星389 | 1894年3月8日   |
| 小行星395 | 1894年11月30日 |
| 小行星396 | 1894年12月1日  |
| 小行星397 | 1894年12月19日 |
| 小行星398 | 1894年12月28日 |
| 小行星400 | 1895年3月15日  |
| 小行星402 | 1895年3月21日  |
| 小行星403 | 1895年5月18日  |
| 小行星404 | 1895年6月20日  |
| 小行星405 | 1895年7月23日  |
| 小行星406 | 1895年8月22日  |
| 小行星409 | 1895年12月9日  |
| 小行星410 | 1896年1月7日   |
| 小行星411 | 1896年1月7日   |
| 小行星414 | 1896年1月16日  |
| 小行星416 | 1896年5月4日   |
| 小行星423 | 1896年12月7日  |
| 小行星424 | 1896年12月31日 |
| 小行星425 | 1896年12月28日 |
| 小行星426 | 1897年8月25日  |
| 小行星427 | 1897年8月27日  |
| 小行星429 | 1897年11月23日 |
| 小行星430 | 1897年12月18日 |
| 小行星431 | 1897年12月18日 |
| 小行星432 | 1897年12月18日 |
| 小行星437 | 1898年7月16日  |
| 小行星438 | 1898年11月8日  |
| 小行星441 | 1898年12月8日  |
| 小行星451 | 1899年12月4日  |
| 小行星453 | 1900年2月22日  |
| 小行星498 | 1902年12月2日  |
| 小行星537 | 1904年7月7日   |

奥古斯特·奥诺雷·沙卢瓦（法語：Auguste Honoré Charlois，發音：[oɡyst ɔnɔʁe ʃaʁlwa]；1864年11月26日—1910年3月26日），法国天文学家，發現了99顆小行星，奧古斯特前舅子對他再婚懷恨而將其謀殺。